# Plakine
Les plakines sont une famille de protéines « de structure », c’est-à-dire qui lie les membranes cellulaires aux filaments intermédiaires du squelette des cellules, aux filaments d'actine et microtubules. Elle contribue à rigidifier les cellules et maintiennent la cohérence des tissus.
Elles contribuent à la rigidité et à la souplesse d'organes tels que la peau ou les muqueuses qui sont des barrières efficaces contre la plupart des agressions, tout en restant perméable (à la circulation de gaz ou des globules blancs par exemple).